# Secte de Clapham
 (juin 2014).
Si vous disposez d'ouvrages ou d'articles de référence ou si vous connaissez des sites web de qualité traitant du thème abordé ici, merci de compléter l'article en donnant les références utiles à sa vérifiabilité et en les liant à la section « Notes et références ».
La secte de Clapham est un groupe de prière évangélique au sein de l'Église anglicane à la fin du XVIIIe siècle. Ils contribuèrent à faire abolir l'esclavage en Grande-Bretagne et dans tout l'Empire britannique.

## Étymologie
Le nom de « secte » lui fut donné par dérision par les partisans de l'esclavage. Clapham était alors un village situé à 3 kilomètres au sud de Londres où demeuraient William Wilberforce et Henry Thornton.

## Origine du groupe
Le prédicateur anglican John Wesley avait fondé le mouvement méthodiste pour qu'il soit un mouvement de renouveau à l'intérieur de l'Église anglicane. La masse des anglicans ne suivit pas Wesley dans son retour « au christianisme des premiers chrétiens », mais de petits groupes d'anglicans entreprirent la démarche ; la « Secte de Clapham » fut l'un d'eux.
Hannah More, adepte du groupe, fut convertie à l'abolition de l'esclavage par John Wesley et à son tour, elle convertit William Wilberforce qui devint le leader laïque du groupe.
Le groupe qui réunissait également Granville Sharp, Thomas Clarkson ou Zachary Macaulay se rassemblait pour prier, étudier la Bible et s'encourager à mettre en pratique cette dernière.

## Actions militantes
En 1772, Granville Sharp obtint un jugement d'un tribunal britannique qui proclama la libération de tous les esclaves sur le territoire d'Angleterre.
Sharp, Wilberforce et Thomas Clarkson s'unirent aux quakers pour fonder en 1787 la Société pour l'abolition de la traite des esclaves (Society of the abolition of slave trade), ainsi que la Société pour la Conversion des juifs au christianisme, la Société biblique et la Société missionnaire de l'Église anglicane (Church Missionary Society).
Thomas Clarkson incita l'abbé Grégoire à fonder la Société des amis des Noirs qui, en collaboration avec la Société de morale chrétienne milita pour l'abolition de l'esclavage en France.
Wilberforce obtint que le parlement de Grande-Bretagne, dont il était membre, vote l'abolition de la traite des Noirs en 1808 et l'abolition de l'esclavage par le Slavery Abolition Act en 1833, peu de temps avant sa mort.

## Au cinéma
Le film Amazing Grace (La Grâce du Ciel) (2007) relate la croisade du groupe de Clapham contre l'esclavage.